# Reigns: Game of Thrones
Reigns: Game of Thrones ist ein von Nerial in Partnerschaft mit HBO entwickeltes und von Devolver Digital herausgegebenes Strategiespiel. Als dritter Teil und Ableger der Reigns-Serie, welche aus Reigns (2016), Reigns: Her Majesty (2017) und Reigns: Beyond (2020) besteht, basiert das Spiel auf den Charakteren des Game-of-Thrones-Franchises. Reigns: Game of Thrones wurde im Oktober für Android, iOS, Linux, macOS und Windows veröffentlicht. Eine Version für die Nintendo Switch kam im April 2019 heraus.

## Spielablauf
Reigns: Game of Thrones funktioniert ähnlich wie seine Vorgänger. Das Spiel wird als „Swipe ’em up“ bezeichnet und ermöglicht dem Spieler, eine der Hauptpersonen aus dem Universum von Game of Thrones zu sein, einschließlich Cersei Lannister, Jon Schnee, Daenerys Targaryen, Tyrion Lannister und Sansa Stark. Im Spiel werden dem Spieler ständig Fragen zur Herrschaft über sein Königreich gestellt, wobei man zwei Möglichkeiten hat: streichen nach links zur Annahme oder nach rechts zur Ablehnung des betreffenden Vorschlags. Jede Entscheidung kann einen Einfluss auf vier Faktoren haben: militärische Stärke, religiöse Gunst, inländische Popularität und staatlicher Reichtum. Jede Karte gibt an, welche Faktoren von einer der beiden Entscheidungen betroffen wären, aber nicht wie stark oder ob der Effekt positiv oder negativ wäre. Wenn einer der beiden Faktoren auf sein Maximum ansteigt oder auf sein Minimum fällt, stirbt der Charakter des Spielers und wird von einem anderen Charakter abgelöst. Der Spieler beginnt das Spiel als Daenerys Targaryen und schaltet während des gesamten Spiels nach und nach andere Charaktere frei. Mit jedem Charakter begegnet der Spieler verschiedenen Herausforderungen, basierend auf dem Story-Bogen dieses Charakters. Das Spiel beinhaltet auch Minispiele wie Ritterturniere und Tavernenschlägereien.

## Entwicklung
Vor der Erstellung von Reigns: Game of Thrones war François Alliot, der Gründer des in London ansässigen Videospielentwicklers Nerial, ein Fan von Game of Thrones, seit er die Originalbücher von George R. R. Martin las und auch die gleichnamige TV-Serie genossen hatte. Als er dem Publisher Devolver Digital das ursprüngliche Reigns vorlegte, beschrieb Alliot das Spiel als „Tinder trifft Game of Thrones“; Devolver Digital reichte diese Idee später an HBO, die Firma hinter der TV-Serie Game of Thrones, weiter, um einen Lizenzvertrag abzuschließen.
Die Texte hinter Reigns: Game of Thrones wurde hauptsächlich von Alliot und seiner Frau Tamara entwickelt. Leigh Alexander, früher der Texter des Vorgängers Reigns: Her Majesty, lieferte die Texte für den Charakter Cersei Lannister. Alle Texte wurden in Zusammenarbeit mit HBO erarbeitet, um sicherzustellen, dass sie dem Originalmaterial treu bleiben. Aufgrund des Spielelements der Wahl ist der Spieler in der Lage, das Ergebnis von Ereignissen, die in der TV-Serie Game of Thrones Kanon sind, zu ändern. Um mit diesem Problem fertig zu werden, heißt es im Spiel, dass alle Ereignisse Visionen der Figur Melisandre waren, durch die das Spiel ein „Was-wäre-wenn“-Szenario schafft.

### Veröffentlichung
Reigns: Game of Thrones wurde vom Publisher Devolver Digital am 23. August 2018 durch einen Trailer auf YouTube vorgestellt gegeben. Zeitgleich gab Devolver Digital bekannt, dass das Spiel am 18. Oktober dieses Jahres für Android via Google Play, für iOS via App Store und für PCs (Linux, macOS und Windows) via Steam veröffentlicht werden würde. Mit der Ankündigung wurden Vorbestellungen für alle drei Vertriebsdienste gestartet. Das Spiel wurde auf allen Zielplattformen zum vorgesehenen Zeitpunkt veröffentlicht. Eine Version von Reigns: Game of Thrones für Nintendo Switch wurde am 11. April 2019 über den Nintendo eShop veröffentlicht.

## Rezeption
Reigns: Game of Thrones erhielt „allgemein positive“ Bewertungen, so die Bewertung der Aggregator-Website Metacritic.

### Auszeichnungen
| Jahr | Preis                            | Kategorie        | Resultat  | Nachweis      |
| ---- | -------------------------------- | ---------------- | --------- | ------------- |
| 2018 | The Game Awards                  | Best Mobile Game | Nominiert | [ 16 ] [ 17 ] |
| 2018 | Game Developers Choice Awards    | Best Mobile Game | Nominiert | [ 18 ]        |
| 2019 | 15. British Academy Games Awards | Mobile Game      | Nominiert | [ 19 ]        |